# Gemmanick
Gemmanick (née Gemma Annick Edmonde Harbulot le 23 mars 1937 à Nouméa) est une artiste-peintre symboliste néo-calédonienne d'origine irlandaise. Son nom d'artiste est la contraction de ses deux prénoms.

## Biographie

### Débuts
Issue de deux grandes familles calédoniennes installées sur le territoire dès la fin du XIXe siècle, les Harbulot et les Creugnet, Gemmanick grandit entre sa terre natale la Nouvelle-Calédonie, et les Nouvelles-Hébrides. C'est à l'âge de douze ans qu'elle commence à peindre alors qu'elle est encore en pension. Ses œuvres de jeunesse sont principalement marquées par le réalisme des paysages des lagons et des mines de nickel néo-calédoniennes dans lesquelles elle effectue des analyses de minerais aux côtés de ses parents (son père, Edmond Harbulot, est administrateur des sociétés minières du groupe Édouard Pentecost) puis de son époux, géologue.
L'année 1963 marque un tournant dans l'œuvre de Gemmanick, qui, profondément marquée par la mort de son frère cadet Yves, se réfugie dans la peinture et adopte un style éloigné du réalisme de sa jeunesse, qu'elle baptisera Nuances. La cinquantaine de peintures à l'huile qu'elle réalise lui permet d'être exposée à Nouméa pour la première fois en 1965 au Cintra Club, puis en 1969 au Centre Culturel de la ville, où elle vend une centaine de toiles en moins de quinze jours.

### Carrière internationale
Le succès de son exposition de 1969 lui vaut d'être reconnue dans les cercles de l'art néo-calédonien et remarquée par Seiji Tōgō, Membre de l'Académie des Beaux Arts de Tokyo, qui lui propose d'exposer en 1971 à la galerie Nichido, sur la Ginza, à Tokyo. Elle participe également au salon du Nika Kai au Japon, où sa toile Aquarescence remporte le grand prix en 1973. Sur les conseils de Seiji Tōgō, Gemmanick part s'installer à Paris en 1975. La même année, elle est exposée Galerie Vendôme, 12 rue de la Paix où David de Rothschild acquiert une de ses œuvres. C'est également au cours de cette exposition que sa toile Carnaval sous la mer est choisie pour devenir tapisserie d'Aubusson. En 1977, avec la tombée de métier de Carnaval sous la mer, Gemmanick, qu'Armand Lanoux de l'Académie Goncourt baptise alors l'Irlandaise des Tropiques, devient la première artiste-peintre d'outre-mer tissée à Aubusson. Carnaval sous la mer fait également l'objet de l'émission d'un timbre d'outre-mer en 1978.
Dans les années 1980, Gemmanick expose dans plusieurs pays européens : en France toujours, mais aussi en Belgique, en Suisse, au Luxembourg et en Allemagne. En 1987, invitée à participer au 3e prix international de peinture et sculpture organisé à Strasbourg sur le thème de l'Europe, Gemmanick réalise et expose une toile intitulée La conscience de l'Europe. Cette toile, dans laquelle elle représente la monnaie unique de l'Europe, qu'elle baptise EURO pour « Europe Unie Réalisée dans l'Ouverture », lui vaudra d'être citée quatorze ans plus tard comme la peintre qui a « peint l'euro avant l'euro » par le journaliste Jean-Yves Boulic. En 1988, Gemmanick reçoit la médaille de vermeil de la Ville de Paris ainsi que la médaille d'argent de l'Académie Arts-Sciences-Lettres.
Les années 1990 sont marquées par une exposition au Brésil, à l'Alliance française Brooklin-Sao Paulo en 1992 et la parution en 1993 de son livre d'art Empreinte océanienne, retraçant trente ans de carrière, célébrés dans le cadre d'une exposition anniversaire à l'Espace Saint Martin, à Paris, de 1995 à 1996. En 1996, Gemmanick reçoit le prix Renaissance des arts.

### Années 2000
Durant les années 2000, Gemmanick expose principalement en France et en Nouvelle-Calédonie où elle présente en 2012 une nouvelle collection. Synthèse de son parcours pictural exprimée à travers les formes du carré et de la courbe, cette nouvelle inspiration est baptisée Quadrellus.

## Styles
L'œuvre de Gemmanick est marquée par plusieurs styles picturaux, rassemblés par périodes (par ordre chronologique) :
- Paysages de jeunesse
- Nuances
- Arabesques
- Harmonies de bâtons
- Tapisseries
- Farandole sous la mer
- Symboles et mystères
- Vibrations
- Gemmanisme
- Cosmogonie
- Quadrellus